# Border: Day One
Border: Day One es el primer EP del grupo surcoreano Enhypen. Fue lanzado a través de Belift Lab, Genie Music y Stone Music Entertainment el 30 de noviembre de 2020. El álbum consta de seis pistas, incluido el sencillo principal «Given-Taken».

## Antecedentes y lanzamiento
Enhypen se formó a través de la serie de competencia de supervivencia 2020 I-Land y es el primer grupo producido por Belift Lab, una empresa conjunta entre las agencias de entretenimiento surcoreanas CJ ENM y Big Hit. Después de que se reveló la alineación de debut a través del final en vivo del programa el 18 de septiembre de 2020, Belift Lab lanzó el sitio web oficial del grupo y las plataformas de redes sociales. El 30 de septiembre se publicó un calendario de promoción previo al debut. El 22 de octubre de 2020, se publicó un avance de debut titulado «Choose-Chosen» en el canal de YouTube de Enhypen, anunciando su debut en noviembre de 2020. Un segundo tráiler titulado «Dusk-Dawn» fue lanzado el 25 de octubre. El 28 de octubre, Belift Lab anunció a través de la plataforma de la comunidad de fans global Weverse que Enhypen lanzará su primer EP, Border: Day One el 30 de noviembre. Los pedidos anticipados comenzaron el mismo día y el álbum estuvo disponible en dos versiones: Dusk y Dawn. Las fotos conceptuales en solitario para la versión «Dusk» se revelaron el 31 de octubre. Al día siguiente se burló de una foto de concepto de grupo. Las fotos conceptuales en solitario y grupales de la versión «Dawn» se publicaron el 9 y 10 de noviembre, respectivamente. Los retratos conmovedores de los siete miembros se revelaron secuencialmente desde la tarde del 12 de noviembre hasta el 13 de noviembre. La banda compartió un video lírico de la intro titulado «Intro: Walk the Line» del álbum, tres días después. La lista de canciones del álbum se publicó el 20 de noviembre. El 23 de noviembre se lanzó una vista previa de las pistas que aparecen en el álbum. Dos teasers de videos musicales para el sencillo principal «Given-Taken» fueron subidos a YouTube el 25 y 27 de noviembre, respectivamente. El álbum fue lanzado el 30 de noviembre de 2020, en CD y formatos digitales. El video musical del sencillo principal «Given-Taken», dirigido por Yong Seok Choi de Lumpens, fue lanzado al canal de YouTube de Big Hit junto con el lanzamiento del álbum.

## Promoción
Unas horas antes del lanzamiento del álbum, Enhypen realizó su primera conferencia de prensa en Seúl, que se transmitió en línea a través de YouTube, y en la que interpretó las canciones «Given-Taken» y «Let Me In (20 CUBE)» por primera vez. Horas después del lanzamiento del álbum, se estrenó en todo el mundo un programa titulado «Enhypen Debut Show: Day One», presentado por Mnet, donde el grupo presentó «Flicker», «Let Me In (20 CUBE)», «10 Months» y «Given-Taken». Interpretó «Given-Taken» nuevamente en el Festival de Música FNS el 2 de diciembre de 2020. Enhypen comenzó a promocionar el álbum con presentaciones televisadas de «Given-Taken» en varios programas musicales de Corea del Sur; primero en Music Bank el 4 de diciembre y posteriormente en Inkigayo y The Show. También interpretó la canción en los Mnet Asian Music Awards 2020, el 6 de diciembre; en los The Fact Music Awards 2020, el 12 de diciembre; en el Festival de la Canción de KBS 2020 y en MTV Fresh Live Out, el 18 de diciembre; y en el SBS Gayo Daejeon, el 25 de diciembre.

## Desempeño comercial
El 4 de noviembre se anunció que los pedidos anticipados del álbum habían superado las 150 000 copias en solo dos días, mientras que para el 21 de noviembre eran más de 300 000. Border: Day One debutó en el número uno en la lista de álbumes de Gaon en la edición con fecha del 5 de diciembre de 2020. En Hanteo, vendió 280 873 copias durante su primera semana de lanzamiento, por lo que rompió el récord de las ventas más altas conseguidas por grupos de K-pop que debutaron en 2020. Border: Day One fue el segundo álbum más vendido de noviembre de 2020 en Corea del Sur, con 318 528 unidades. Border: Day One encabezó la lista de álbumes de Oricon en la fecha de emisión del 4 de diciembre de 2020. Asimismo, entró en la lista de álbumes semanales de Oricon en el número dos, con 71 404 copias comercializadas en su primera semana. El EP estuvo en el segundo lugar de la Hot Albums de Billboard Japan en la edición del 14 de diciembre de 2020, mientras que «Given-Taken» llegó al número 45 en el Japan Hot 100.

## Lista de canciones
| N.º   | Título                  | Escritor(es) | Productor(es)             | Duración |  |
| 1.    | «Intro: Walk the Line»  | Wonderkid, CA$HCOW y "Hitman" Bang | Wonderkid y CA$HCOW       | 1:49     |  |
| 2.    | «Given-Taken»           | Wonderkid, LIL 27 CLUB, "Hitman" Bang, Melanie Fontana, Andreas Carlsson, Michel "Lindgren" Schulz, Sunshine y Kyler Niko                      | Wonderkid y "Hitman" Bang | 3:03     |  |
| 3.    | «Let Me In (20 CUBE)»   | FRANTS, Kyler Niko, "Hitman" Bang, Lee Leejin, January 8th, Lee Seuran, danke, LUTRA y Jo Yuri (Jam Factory)                                   | FRANTS y "Hitman" Bang    | 3:10     |  |
| 4.    | «10 Months»             | Lostboy, Andrew Bullimore, Tom Mann, Josh Record, "Hitman" Bang, Midnight Dive, Jo Yoonkyung, danke, Park Youngwoong, Lee Leejin y Kim Soojung | Lostboy                   | 3:14     |  |
| 5.    | «Flicker»               | ARCADES, Ryan Lawrie, Jo Yoonkyung, "Hitman" Bang, Seo Youngjoon y Lee Seuran                                                                  | ARCADES                   | 2:24     |  |
| 6.    | «Outro: Cross the Line» | Shin Kung y Wonderkid | Wonderkid y Shin Kung     | 1:55     |  |
| 15:35 |                         | |                           |          |  |

## Reconocimientos
| Crítica / Publicación | Lista                                                | Trabajo                | Rango | Árbitro. |
| --------------------- | ---------------------------------------------------- | ---------------------- | ----- | -------- |
| MTV                   | Los mejores lados-B de K-Pop de 2020                 | «Intro: Walk the Line» | 11    | [ 44 ]   |
| Dazed                 | Las 40 mejores canciones de K-pop de 2020            | «Given-Taken»          | 34    | [ 45 ]   |
| BuzzFeed              | 35 canciones que ayudaron a definir el K-Pop en 2020 | «Given-Taken»          | 28    | [ 46 ]   |